# Unai Yus
Yus  Querejeta est un nom espagnol. Le premier nom de famille, en général paternel, est Yus ; le second, en général maternel, souvent omis, est Querejeta.
Unai Yus, né le 13 février 1974 à Vitoria-Gasteiz, est un coureur cycliste espagnol.

## Biographie
Unai Yus commence sa carrière professionnelle en 1999 dans l'équipe portugaise Matesica-Abóboda. Il reste au Portugal jusqu'en 2003, passant par les équipes Troiamarisco-Matesica et Cantanhede-Marquês de Marialva.
En 2004, il est recruté par l'équipe française Brioches La Boulangère. Il remporte une étape du Tour de Hesse. Il est conservé dans l'effectif de la formation qui devient Bouygues Telecom.  en 2005. Huitième de la Classique de Saint-Sébastien, il participe au Tour d'Espagne 2005. Il y obtient deux sixièmes places d'étapes. Il est cependant retiré de cette épreuve par son équipe, car il y était en possession de médicaments non-prescrits par le médecin de l'équipe. Il est ensuite licencié. Le directeur de l'équipe Jean-René Bernaudeau avance notamment que des hormones de croissance figuraient parmi les produits, ce que Yus dément. Cette affaire provoque également la rupture des négociations concernant le recrutement de Yus par Euskaltel-Euskadi.
Faute de trouver une équipe lui permettant de poursuivre sa carrière sur route, il se consacre au cyclo-cross et au VTT,.
Champion d'Espagne de cyclo-cross en 2005, il remporte la coupe d'Espagne 2007-2008, en gagnant 2 de ses 8 manches.
En 2006, il effectue un bref retour sur route avec l'équipe Paredes Rota Dos Moveis pour trois courses, le Grand Prix International CTT Correios de Portugal,le Grand Prix de Torres Vedras et le Tour du Portugal, disputés entre les mois de juin et août.

## Palmarès sur route et classements mondiaux

### Palmarès
- 1998
  - 2e du San Roman Saria
  - 2e du San Bartolomé Saria
- 1999
  - Mémorial José María Anza
  - 3e de la Subida a Urraki
- 2001
  - Porto-Lisbonne
  - 12e étape du Tour du Portugal
- 2003
  - 1re étape du Tour des Terres de Santa Maria
  - 2e du Tour des Terres de Santa Maria 
  - 2e de Porto-Lisbonne
- 2004
  - 1re étape du Tour de Hesse
- 2005
  - 8e de la Classique de Saint-Sébastien
- 2009
  - 3e de la Klasika Lemoiz
- 2015
  - Championnat des îles Canaries sur route
- 2017
  - 3e étape du Tour de Tenerife

### Classements mondiaux
| Année              | 2005 | 2006 |
| ------------------ | ---- | ---- |
| Classement ProTour | 136e |      |
| UCI Europe Tour    |      | 681e |

## Palmarès en cyclo-cross
- 2004-2005
  -  Champion d'Espagne de cyclo-cross